# Yorkville
Yorkville – jedna z dzielnic kanadyjskiego miasta Toronto, założona jako odrębne miasto w 1853 r.
Dawniej przedmieście Toronto, zamieszkane przez klasę średnią, co widać po wiktoriańskiej architekturze małych domków z ogródkami. Do 1883 dzielnica miała własny magistrat i herb.
Jako dzielnica typowo rezydencyjna Yorkville przetrwał do lat 50., gdy przeniosło się tu wiele małych sklepików wypartych z dynamicznie rozwijającego się centrum. W latach 60. stanowiła mekkę dla hipisów i buntowników. W Yorkville zaczynali kariery Neil Young i Joni Mitchell, przybywali masowo także młodzi Amerykanie uciekający przed poborem na wojnę wietnamską.
Przy Cumberland St. znajduje się park. Jego nowoczesna forma spowodowała, że zdobył wiele nagród międzynarodowych. Osobne poletka ukazują różnorodność botaniczną Ontario. Jest to miejsce letnich koncertów.
Przy 4 Avenue Rd. znajduje się odnowiony i przywrócony do swej świetności Park Hayatt - hotel zbudowany w 1936. W salonie z panoramicznym widokiem na miasto z 18 piętra można często spotkać znanych pisarzy, jak choćby Margaret Atwood. Na 35 Hazelton Ave. znajduje się interesujący drewniany budynek Olivet Congregational Church/Women's Arts Centre. Na skrzyżowaniu Bloor St./Avenue Rd. otoczony wysokimi, nowoczesnymi budynkami stoi mały kamienny kościółek Church of Redeemer, gdzie często odbywają się koncerty. Po drugiej stronie Royal Ontario Museum i Gardinier Museum of Ceramic Art.
Yorkville sąsiaduje z The Annex i Bloor St. West.